# Krehiv, Jovkva
Krehiv (în ucraineană Крехів) este localitatea de reședință a comunei Krehiv din raionul Jovkva, regiunea Liov, Ucraina.

## Demografie
Componența lingvistică a localității Krehiv
     Ucraineană (99,76%)
     Alte limbi (0,24%)
Conform recensământului din 2001, majoritatea populației localității Krehiv era vorbitoare de ucraineană (99,76%), existând în minoritate și vorbitori de alte limbi.